# Paranisopodus heterotarsus
Paranisopodus heterotarsus es una especie de escarabajo longicornio del género Paranisopodus, tribu Acanthocinini, orden Coleoptera. Fue descrita científicamente por Monné y Martins en 1976.
El período de vuelo ocurre durante los meses de febrero, marzo, mayo y junio.

## Descripción
Mide 8,3-13,5 milímetros de longitud.

## Distribución
Se distribuye por Costa Rica, Nicaragua y Panamá.